# Ханс фон Винтерфелд
Ханс фон Винтерфелд (на немски: Hans von Winterfeld; * ок. 1400; † 1468 в Далмин) е благородник от Саксония-Анхалт, господар в Далмин в Бранденбург и „крадлив рицар“.
Той е син на Дитрих I фон Винтерфелд († ок. 1421) и внук на Хайнрих II фон Винтерфелд и правнук на Хайнрих I фон Винтерфелд.
Хайнрих фон Винтерфелд предизвиква т. нар. „Далмински конфликт“ между благородническата фамилия и градските жители на Перлеберг. Той е затворен и отказва да плати глобата на градския съвет. След това въоръжена група от града тръгва към фамилния замък Лобекебург при Далмин, превзема го и го изгаря и арестува Винтерфелд. Хайнрих фон Винтерфелд е задължен да се закълне. Синовете му продължават конфликта.

## Фамилия
Ханс фон Винтерфелд се жени 1421 г. за Анна фон Бюлов-Гартов (* ок. 1400), дъщеря на Хартвиг фон Бюлов-Венинген († 1436) и Аделхайд фон дер Шуленбург (1402 – 1464), дъщеря на Фриц I фон дер Шуленбург († сл. 1410) и Хиполита фон Ягов († 1458). Те имат децата:
- Клаус фон Винтерфелд († пр. 1491), женен ок. 1470 г. за Аделхайд фон Дитен; имат два сина и дъщеря
- Катарина фон Винтерфелд († сл. 13 декември 1502), омъжена за Херман фон Блюхер († пр. 11 януари 1486)
- Елизабет фон Винтерфелд, омъжена за Ханс фон Плоте (* пр. 1455; † сл. 1499)
- Анна фон Винтерфелд, омъжена пр. 1438 г. за Конрад фон Бевернест († сл. 1448)